# Aminat Yusuf Jamal
Aminat Yusuf Jamal (sinh ngày 27 tháng 6 năm 1997) là một người Nigeria -born  Bahrain vận động viên chuyên vượt rào 400 mét. Cô đại diện cho quốc gia được nhận nuôi tại Giải vô địch thế giới 2017 mà không lọt vào bán kết. Đầu năm đó, cô đã giành được hai huy chương tại Thế vận hội Đoàn kết Hồi giáo 2017.
Thành tích tốt nhất của cô ấy trong sự kiện là 56,90 giây được thiết lập tại Baku vào năm 2017.

## Giải đấu quốc tế
| Năm                  | Giải đấu                   | Địa điểm               | Thứ hạng             | Nội dung             | Chú thích            |
| Representing Bahrain | Representing Bahrain       | Representing Bahrain   | Representing Bahrain | Representing Bahrain | Representing Bahrain |
| -------------------- | -------------------------- | ---------------------- | -------------------- | -------------------- | -------------------- |
| 2015                 | Arab Championships         | Isa Town, Bahrain      | 3rd                  | 400 m                | 57.27                |
| 2016                 | Asian Indoor Championships | Doha                   | 1st                  | 4 × 400 m relay      | 3:35.07              |
| 2016                 | Arab Junior Championships  | Tlemcen, Algeria       | 1st                  | 100 m hurdles        | 14.53                |
| 2016                 | Arab Junior Championships  | Tlemcen, Algeria       | 1st                  | 400 m hurdles        | 58.25                |
| 2016                 | World U20 Championships    | Bydgoszcz, Poland      | 6th                  | 400 m hurdles        | 58.23                |
| 2016                 | World U20 Championships    | Bydgoszcz, Poland      | –                    | 4 × 400 m relay      | DQ                   |
| 2017                 | Islamic Solidarity Games   | Baku, Azerbaijan       | 3rd                  | 400 m hurdles        | 56.90                |
| 2017                 | Islamic Solidarity Games   | Baku, Azerbaijan       | 1st                  | 4 × 400 m relay      | 3:32.96              |
| 2017                 | World Championships        | London, United Kingdom | 32nd (h)             | 400 m hurdles        | 57.41                |
| 2018                 | Asian Games                | Jakarta, Indonesia     | 2nd                  | 4 × 400 m relay      | 3:30.61              |
| 2019                 | Arab Championships         | Cairo, Egypt           | 2nd                  | 100 m hurdles        | 14.66                |
| 2019                 | Arab Championships         | Cairo, Egypt           | 1st                  | 400 m hurdles        | 57.05                |
| 2019                 | Arab Championships         | Cairo, Egypt           | 1st                  | 4 × 400 m relay      | 3:48.60              |
| 2019                 | Asian Championships        | Doha, Qatar            | 2nd                  | 400 m hurdles        | 56.39                |